# Asiatic Lion Reintroduction Project
Pour les articles homonymes, voir Lion (homonymie).
Le lion d'Asie est considéré comme étant « en danger (EN D) » par l'UICN. Il a disparu de la quasi-totalité de son aire naturelle de répartition.

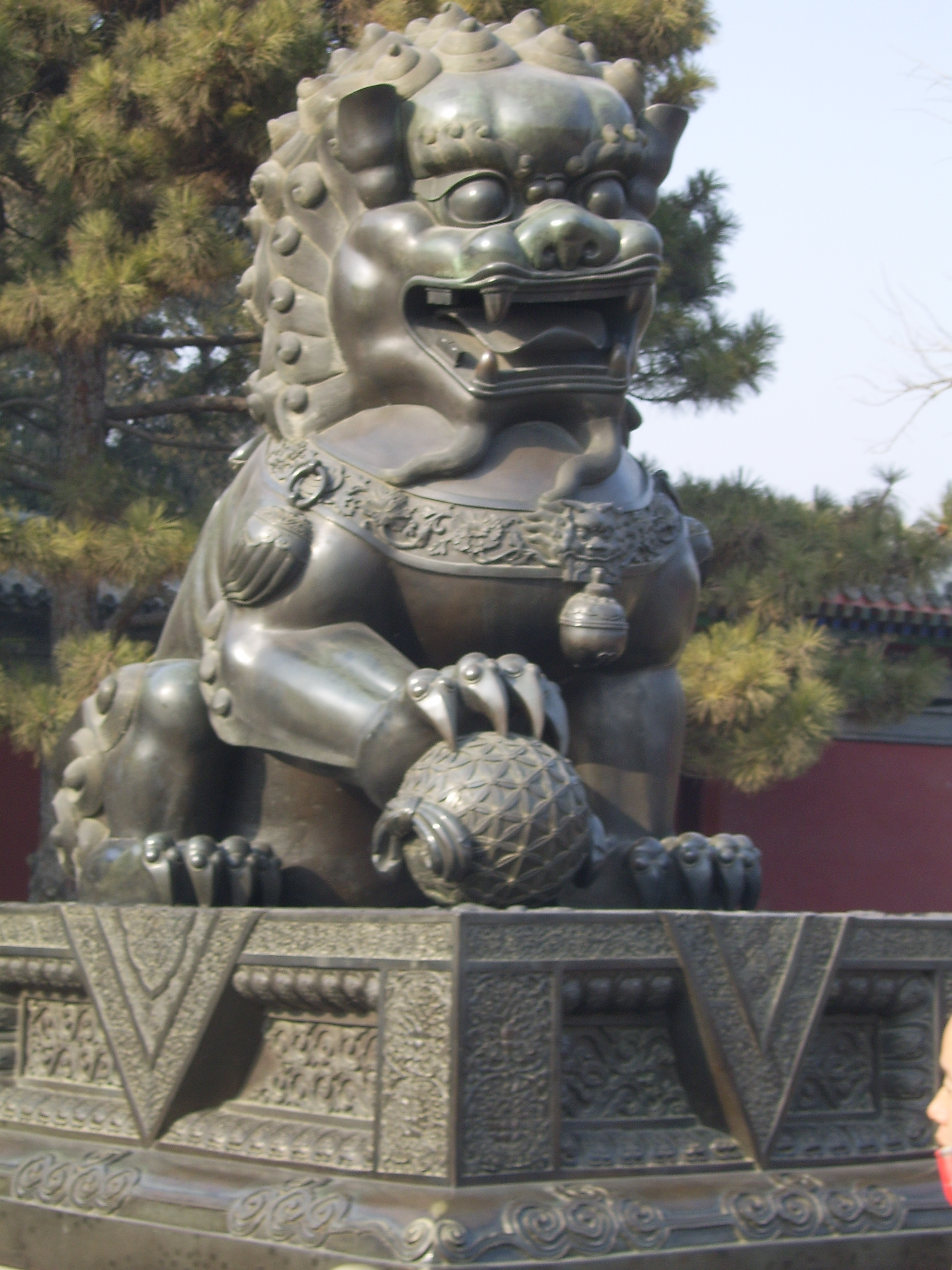
La réintroduction de cette sous-espèce est un enjeu écologique, mais aussi culturel car le lion d'Asie est aussi un symbole traditionnel et culturel important en Asie, où il personnifiait à la fois la générosité et la force longévive.

Il fait localement l'objet d'un programme de réintroduction ; l'Asiatic Lion Reintroduction Project (littéralement depuis l'anglais, le « projet de réintroduction du lion d'Asie ») qui est un dispositif mis en place par le ministère de l'environnement et des forêts du gouvernement indien.
Ce plan vise à éviter l'extinction des lions d'Asie dans leur milieu naturel.
La dernière population sauvage de cette espèce survit dans le Parc national de Gir Forest au Gujarat, mais sous la menace d'épidémies, du braconnage et de catastrophes (naturelles ou causées par l'homme, telles que des incendies) et d'une grave perte de la diversité génétique.
Pour augmenter la chance de survie de la sous-espèce en milieu naturel, le projet prévoit la réintroduction d'une population de lions dans le Kuno Wildlife Sanctuary au Madhya Pradesh d'où il a disparu vers 1873.